# 小野ちづる
小野 ちづる（おの ちづる、1980年9月11日 - ）は、関東地方を拠点に活動する日本のフリーアナウンサー。

## 来歴
埼玉県さいたま市出身。学習院大学法学部卒業。
大学を卒業後、2003年4月に北陸放送 (MRO) に入社し、同局のアナウンサーになる。同局がアナログ放送を行っていた頃には、アナウンス業務と並行して地上デジタル放送推進大使も務めていた。
後に北陸放送を退社。ホリプロアナウンサーズプロモーション (HAP) 所属のフリーアナウンサーになるが、2008年4月からロンドン・ウィンブルドンへの語学留学のため、1年余りで活動を休止し、日本を離れる。
帰国後、ゴルフ場のCOOとしてリブランディングや社員育成、組織改革に携わり日本国内での活動を再開する。
2019年スクエア合同会社を設立。チームビルディングを主軸とした組織開発コンサルタントとして活動し、企業研修やエグゼクティブコーチとしても活躍している。

## 担当番組

### テレビ番組
- まぜごはん（北陸放送）
- プッチM（北陸放送）[1]
- シネマキング（北陸放送）[1]
- MROイブニングニュース（北陸放送）
- 金沢発evening 5（北陸放送）
- ダイドードリンコスペシャル 日本の祭り（民放テレビ各局制作番組） - 北陸放送制作回ナビゲーター
- スポーツ中継（北陸放送） - リポーター
- 2時っチャオ!（TBS） - 「プチ旅・シンデレラの午後」リポーター
- パワートーク21（日テレG+） - アシスタント
- 三つのたまご（NHK） - リポーター、ナレーター
- 外科医 鳩村周五郎闇のカルテ IV (CX) - レポーター役
- ハタチの恋人 (TBS) - レポーター役

### ラジオ番組
- 今日も“シャキ”っと（MROラジオ） - リポーター、月曜パーソナリティ
- 石川名物!GOGOは本多町3丁目（MROラジオ） - 木曜・金曜ラジオカーリポーター
- 好キっと土曜日!（MROラジオ）[7]　- パーソナリティ
- 好キっとモーニング（MROラジオ）[8] - パーソナリティ
- ともこ・ちづるのキライキライけどスキッ!（MROラジオ）- パーソナリティ
- コドモミライラジオ キッズウェーブ（MROラジオ）- パーソナリティ